# ホショ・ツァイダム碑文
ホショ・ツァイダム碑文（ホショ・ツァイダムひぶん）は、8世紀に建てられた東突厥第二可汗国時代の碑文で、発見地であるホショ・ツァイダム（英: Khöshöö Tsaidam）からその名がつけられた。ホショ・ツァイダム碑文にはビルゲ・カガン（Bilgä Qaγan、毘伽可汗）を称えた碑文と、キュル・テギン（Köl Tägin、Kül Tegin、闕特勤）を称えた碑文の2種類あるので、それぞれビルゲ・カガン碑文、キュル・テギン碑文と呼ばれる。また、オルホン川流域にあることからオルホン碑文とも呼ばれる。

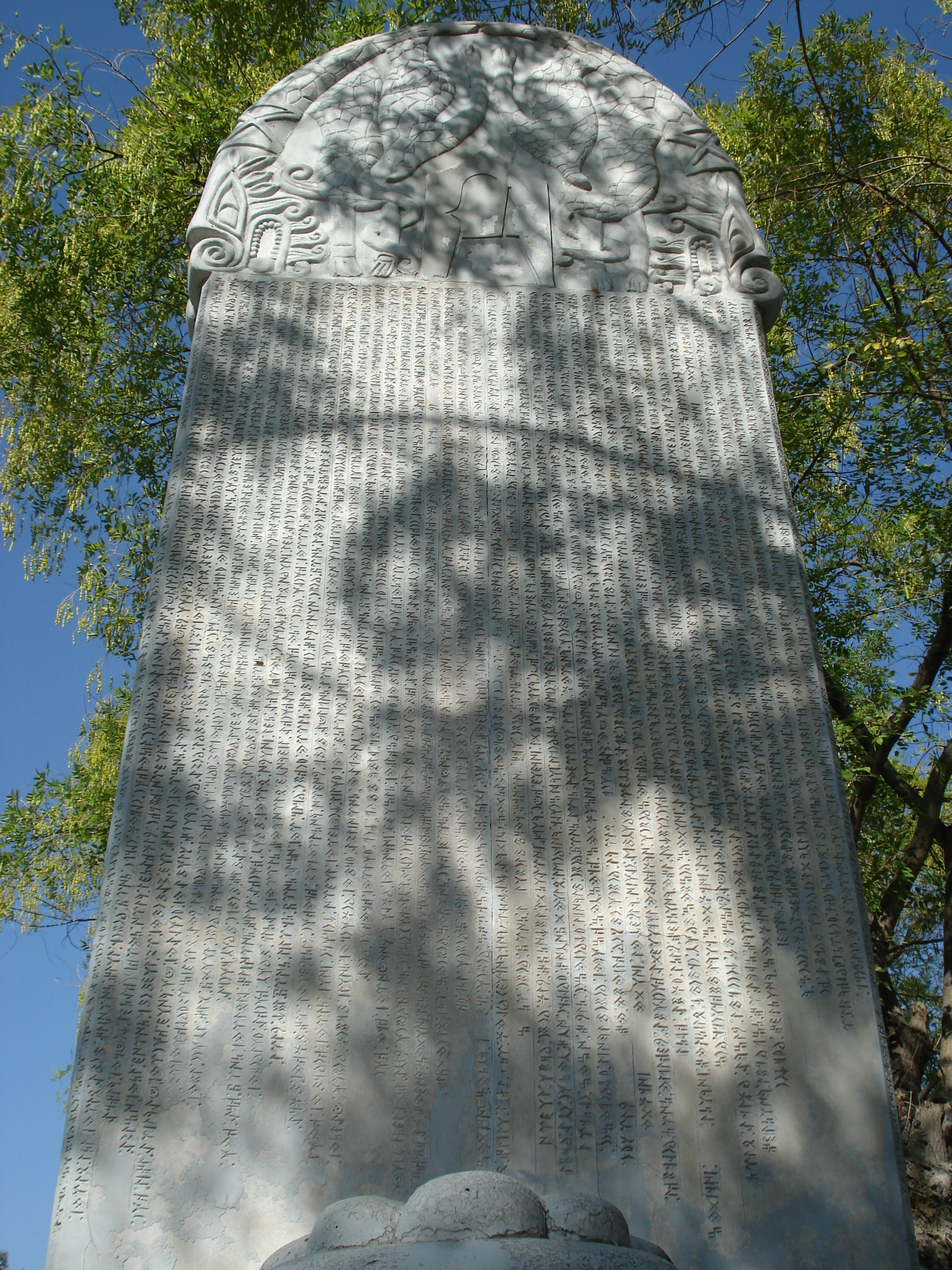
ビルゲ・カガン碑文のレプリカ（アンカラのガズィ大学）。

## 特徴
表面（東面）には突厥文字／テュルク語で初代ブミン・カガンからビルゲ・カガン、キュル・テギンまでの歴史が刻まれており、裏面（西面）には唐の玄宗から贈られた漢文が刻まれている。この碑文によって多くの民族名や地名のテュルク語音を知ることができ、古代テュルク語を復元する上での重要な資料となっている。

## 発見と解読
1889年、ロシアのニコライ・ヤドリンツェフ（Николай Михайлович Ядринцев）がオルホン河畔のホショ・ツァイダムで発見。1893年にはデンマークの文献学者ヴィルヘルム・トムセンによって解読された。

## 内容
冒頭に近い部分にみえる一節は、突厥可汗国の建設を描く。
これにつづけて、その後の可汗、重臣たちの「無知」、首長と民衆との争い、それらにつけ込んで中国の弄した策略などのため、第一可汗国が瓦解して突厥諸族が唐の羈縻（きび）支配に服するに至ったこと、そこからイルティリシュ・カガンによって突厥が再興されたこと、などを描き、イルティリシュ・カガン時代からビルゲ・カガン、キュル・テギン兄弟の死に至るまでの彼らの功績を、それぞれの年齢、または十二支獣紀年によって編年して記し、彼らがいかに「賢明」で「勇気ある」「猛き」遊牧騎馬民族の英雄であったか、そして「死すべかりし民」を「生かし養い」、「裸の民」を「衣服持てる者」とし、「貧しき民」を「富裕」たらしめるのにどれほど力を尽くしたか、を讃えている。
あるソ連の学者はこれを「一種の宣伝文」「訓戒の文章」と評し、クリャシュトルヌィは「2世紀を経たのちも、すでに過ぎ去った諸事件に関する追憶を保持する伝承は、歴史的というよりはむしろ、叙事詩的と呼びうるかもしれない」と評した。

## 建立時期と執筆者
キュル・テギン碑文とビルゲ・カガン碑文はそれぞれ、闕特勤と毘伽可汗の死後に建立されたと推測されるため、その年は彼らの死の翌年、すなわち732年と735年であると思われる。また、この両碑文の執筆者はビルゲ・カガン、キュル・テギン兄弟の甥にあたるヨルリグ・テギンであるため、多くの部分で共通している。

## イメージ

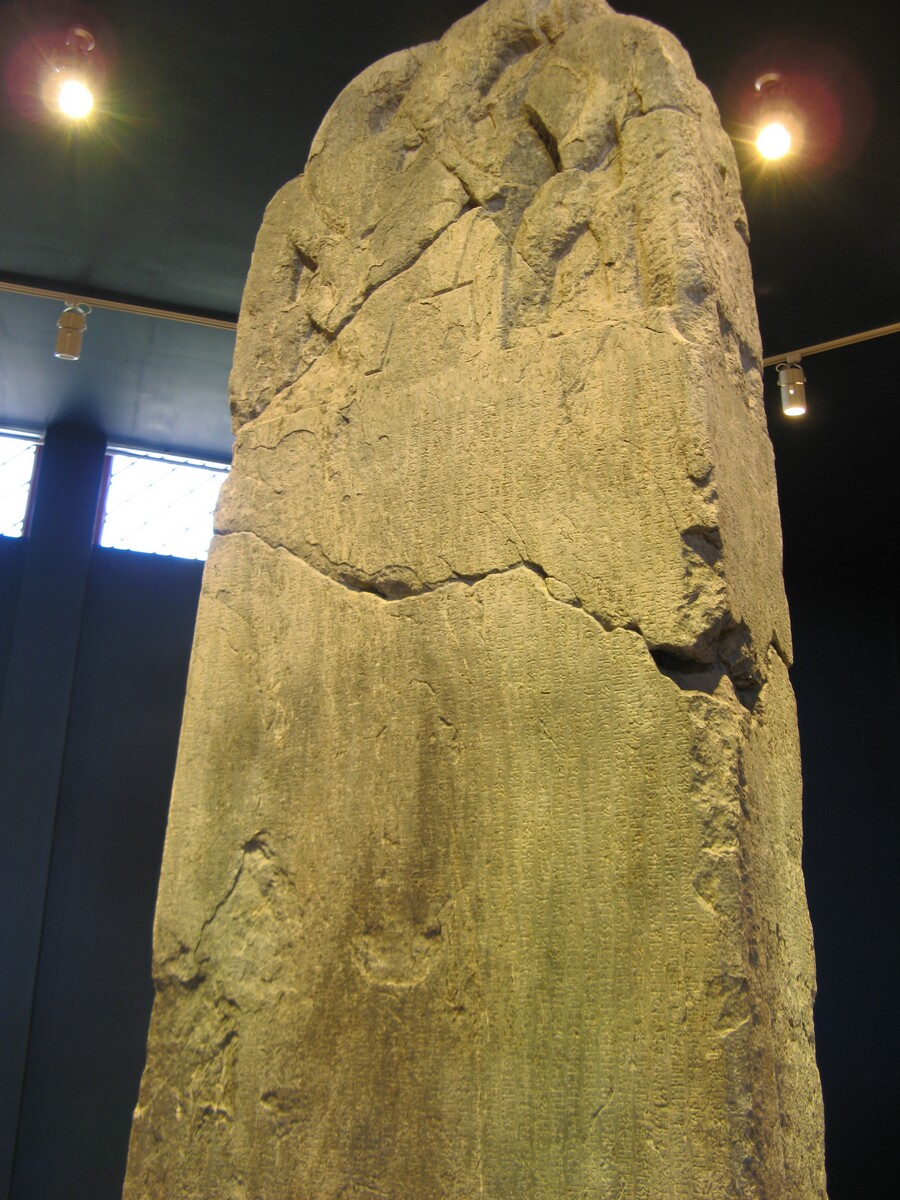
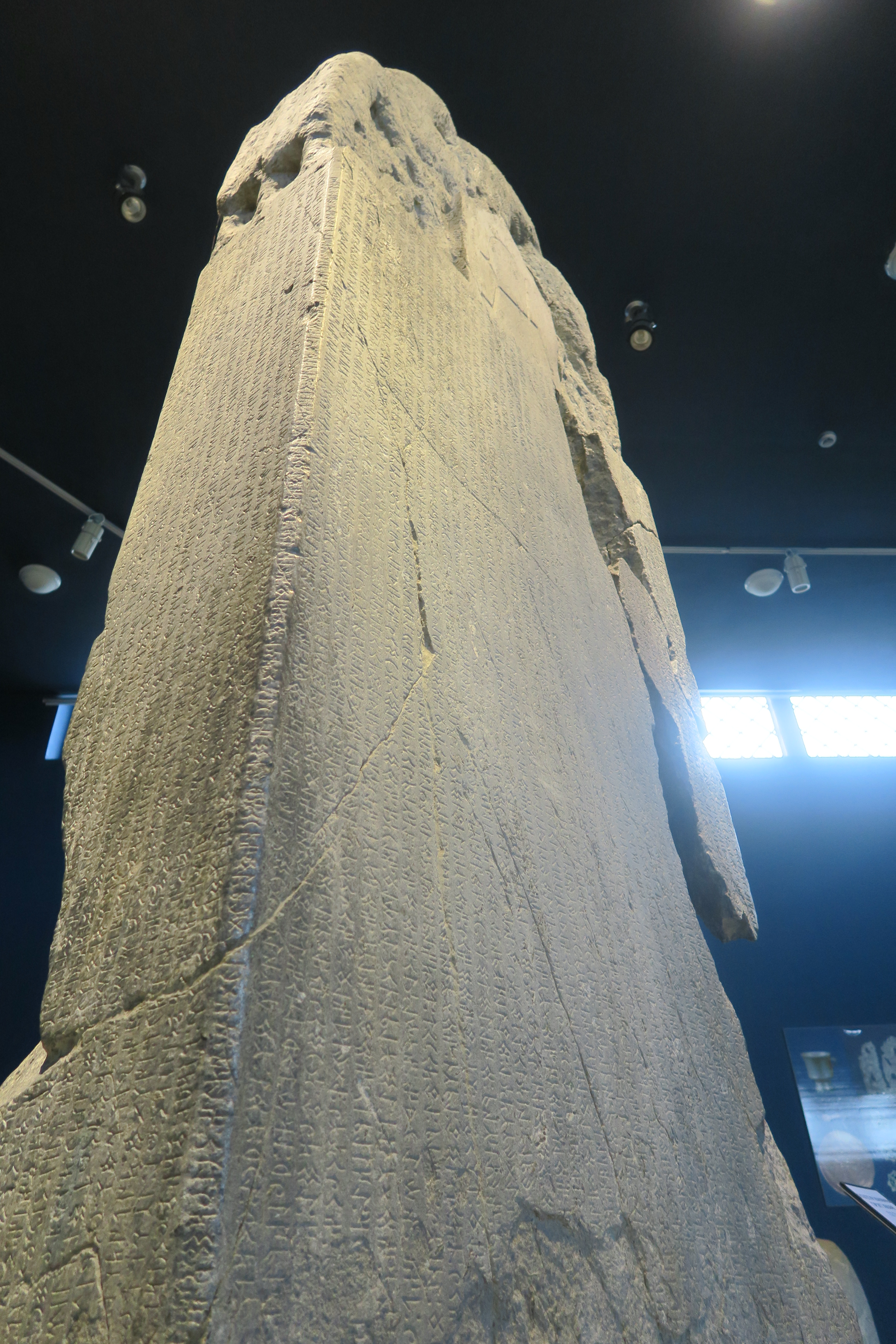
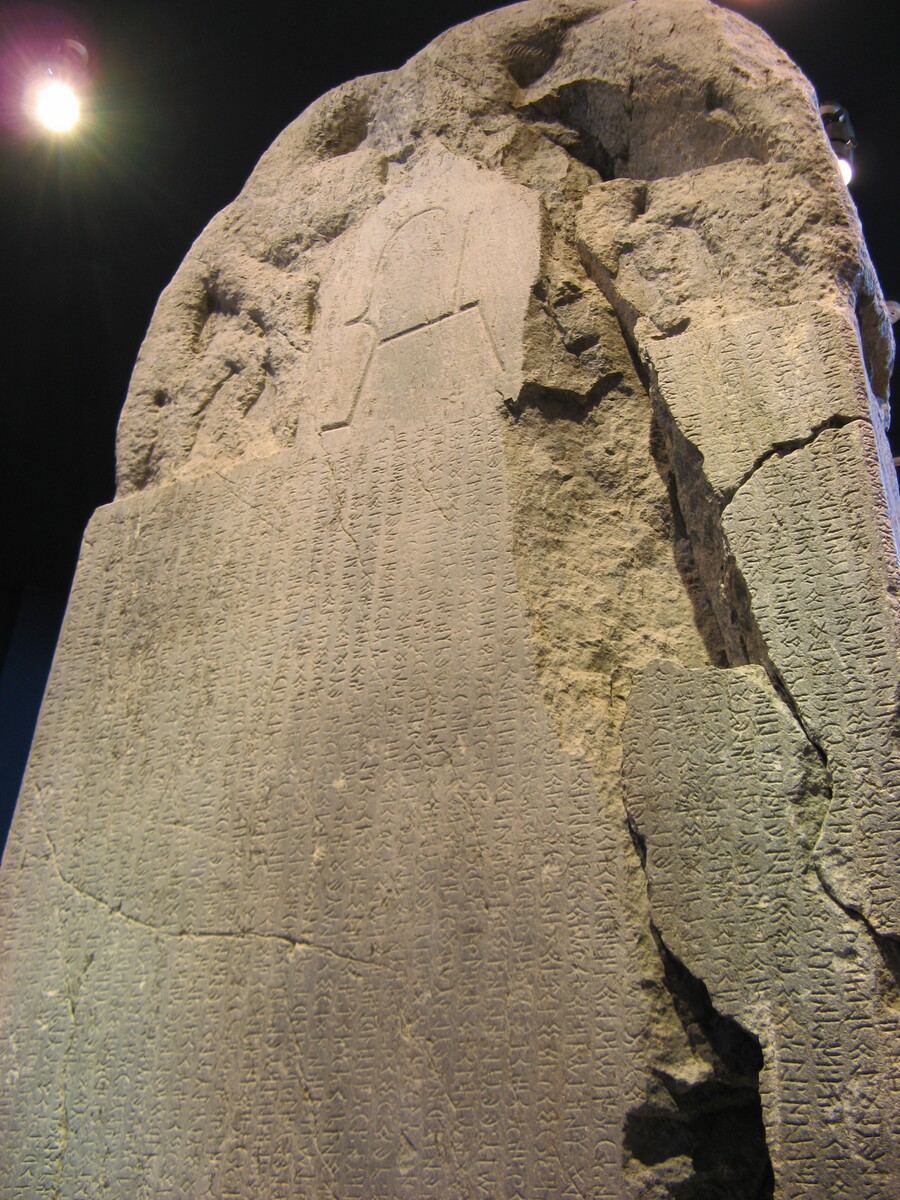
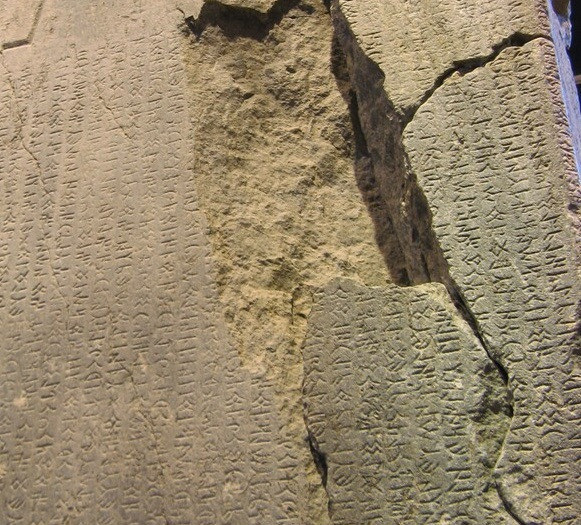
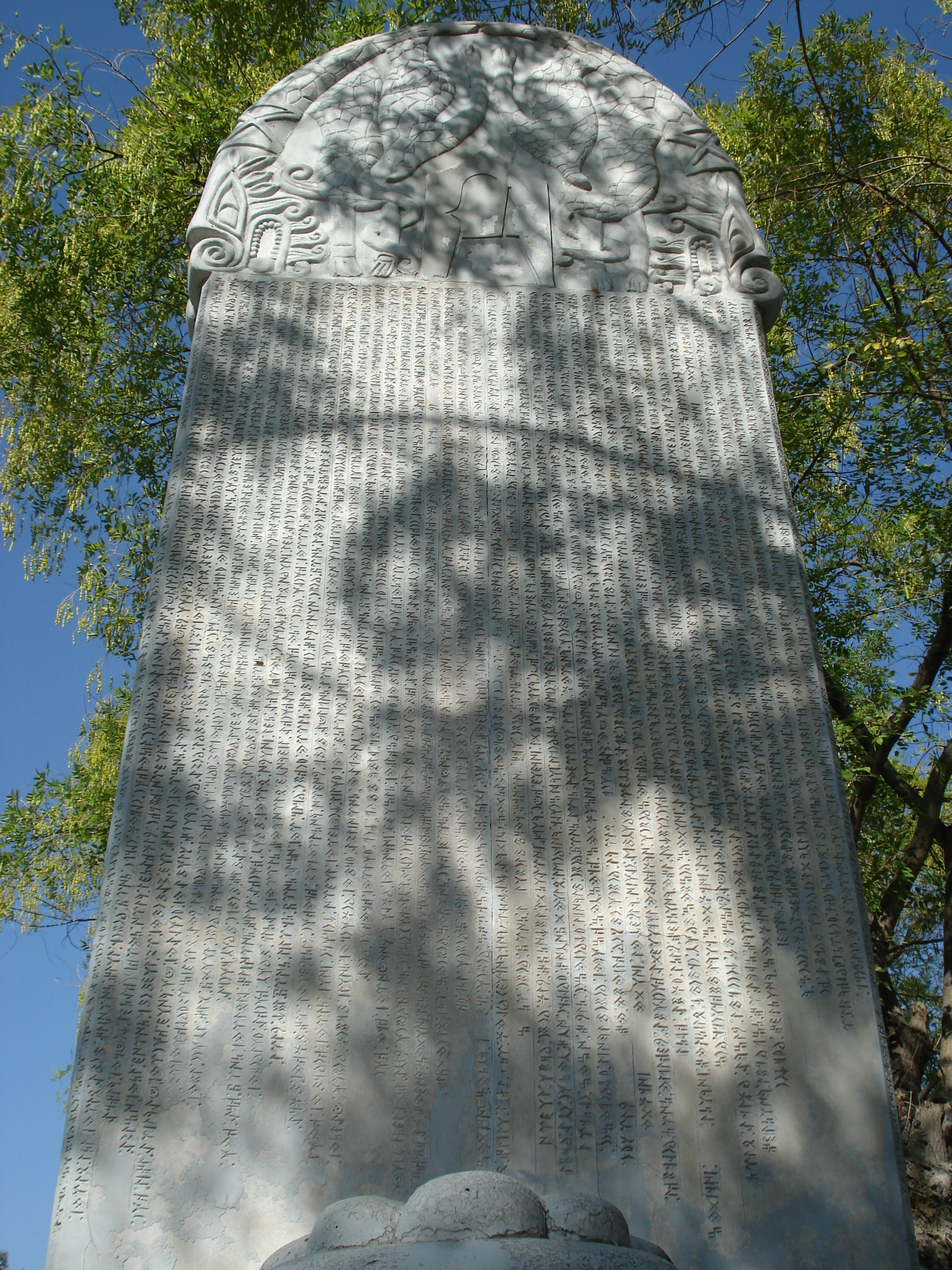

## 参考資料
- 三上次男・護雅夫・佐久間重男『人類文化史4 中国文明と内陸アジア』（講談社、1974年）
- 内田吟風『北アジア史研究 鮮卑柔然突厥篇』（同朋舎出版、1975年、ISBN 4810406261）
- 護雅夫・岡田英弘『民族の世界史4 中央ユーラシアの世界』（山川出版社、1996年 ISBN 4634440407）